# Mohammedan Sporting Club (Calcuta)
|  | No s'ha de confondre amb Mohammedan Sporting Club (Dhaka). |

El Mohammedan Sporting Club és un club esportiu indi amb seu a Kolkata, Bengala Occidental.
L'any 1887 va ser creat un club anomenat Jubilee Club, posteriorment anomenat Crescent Club, Hamidia Club i finalment, el 22 de febrer de 1891 es convertí en Mohammedan Sporting Club. Aquest club representava els musulmans de Bengala, que vivien a Calcuta.

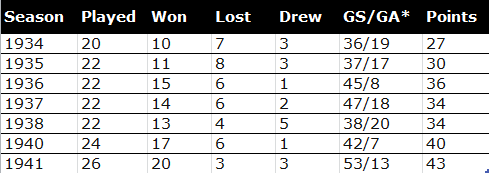
Estadístiques del club durant la seva època daurada entre 1934 i 1941.

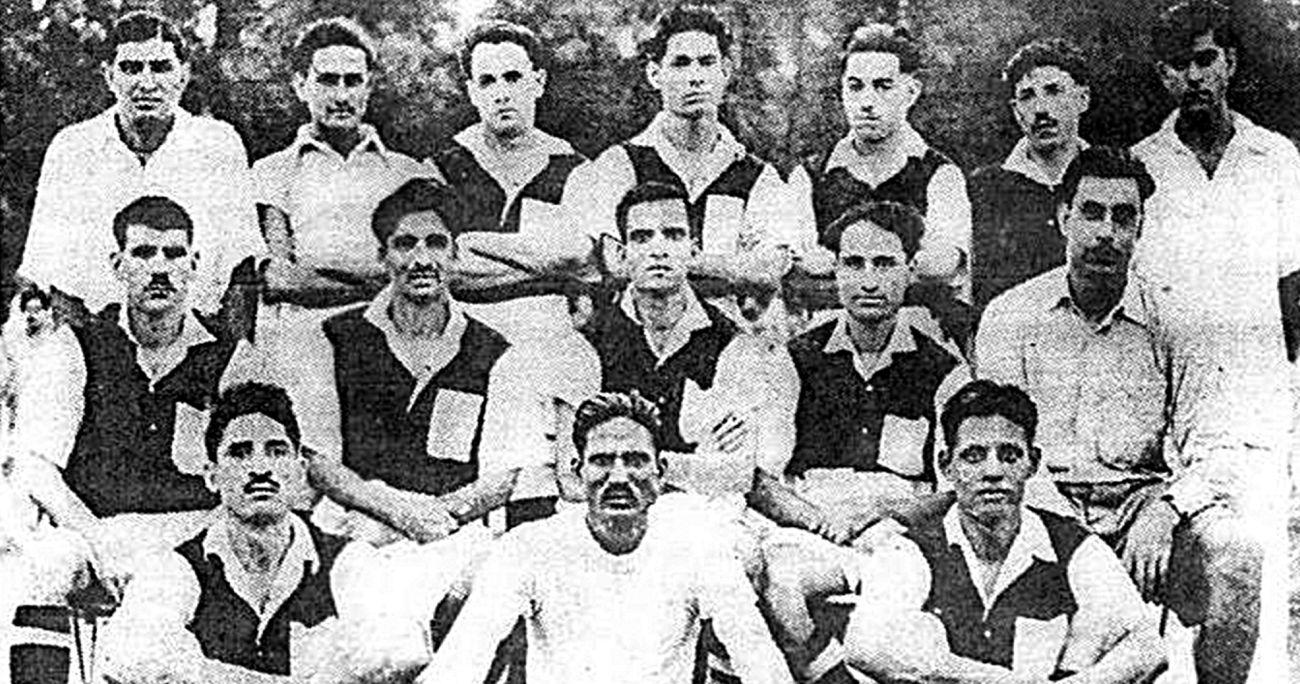
Equip campió de la lliga de Calcuta el 1940.

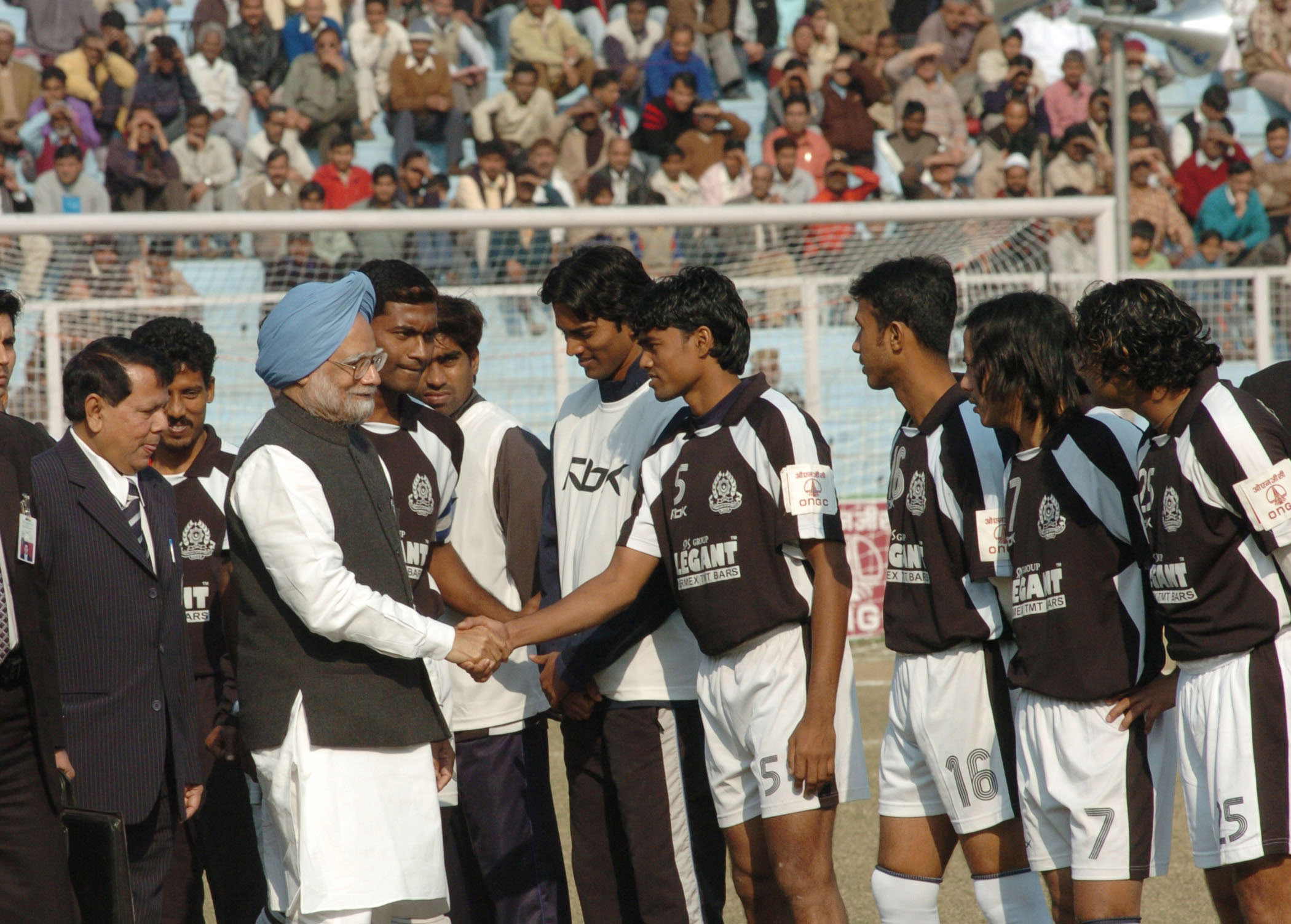
El primer ministre Manmohan Singh amb els jugadors de Mohammedan durant la inauguració de la temporada 2006–07 el 5 de gener de 2007.

## Palmarès
- Copa Federació índia de futbol:[6]
  - 1983–84, 1984–85
- Copa Durand:
  - 1940, 2013
- IFA Shield:
  - 1936, 1941, 1942, 1957, 1971, 2014
- Copa Rovers:
  - 1940, 1956, 1959, 1980, 1984, 1987
- Lliga de Calcuta de futbol:[7]
  - 1934, 1935, 1936, 1937, 1938, 1940, 1941, 1948, 1957, 1967, 1981, 2021, 2022